# L'Épreuve de Gilbert Pinfold
L'Épreuve de Gilbert Pinfold (The Ordeal of Gilbert Pinfold) est un récit semi-autobiographique de l'écrivain britannique Evelyn Waugh publié en juillet 1957.

## Résumé
L'écrivain « au milieu de son âge » a une bonne situation et entretient de bonnes relations de voisinage, mais il se soigne lui-même contre des insomnies. Alors qu'il se sent fatigué et ressent des douleurs à la cuisse, il se renseigne pour effectuer un voyage en solitaire. C'est lors de ce périple qu'il va subir une épreuve.